# Gute Form
Der Begriff Gute Form wurde in den 1950er Jahren geprägt und steht für ein Design, das zeitlos gültig sein sollte: Durch eine funktionelle, sachliche und trotzdem ästhetisch gültige Gestaltung sollte eine Dauerhaftigkeit der Dinge geschaffen werden, die über den modischen Zeitgeist hinausgeht. Prägend für den Begriff war das 1957 erschienene Buch „Die gute Form“ von Max Bill.
In der DDR galt die Gute Form im Sinne von Funktionstüchtigkeit, Formschönheit und Zweckmäßigkeit nach einem Beschluss des VI. Parteitags der SED von 1963 zumindest bis Ende der 1960er Jahre als Maßstab für die Produktentwicklung. Der Rat für Industrieform erarbeitete dazu Vorgaben. Industriell gefertigten Produkten konnte das Kennzeichen Gute Form verliehen werden.
Mit der reinen Formenlehre einher ging die Vorstellung, dass die Gute Form, also guter Geschmack, erlernbar ist. So wurde vom Deutschen Werkbund eine Werkbundkiste mit Gegenständen herausgebracht, anhand derer Schüler die Gestaltungsprinzipien der Guten Form lernen sollten. Insgesamt richtete sich die Gute Form damit an jeden Verbraucher und steht somit im Gegensatz zum heutigen populären Verständnis, dass gelungenes Design gleichzusetzen ist mit teuren Luxusgegenständen, die sich nur einige wenige leisten können.
In der zeitgenössischen Diskussion ging man sogar so weit, von Standardformen zu sprechen: Formen, die für immer für den ihnen bestimmten Zweck ihre Gültigkeit behalten werden. Auch wenn dieses Konzept bereits damals umstritten war, zeigt es, dass die Gute Form auch dogmatische Züge hatte.
Mit der in den späten 1960er-Jahren einsetzenden Funktionalismuskritik schwand jedoch die dominierende Position der Guten Form, die in den 1980er-Jahren durch eine neue Künstler- und Designergeneration (u. a. Neues deutsches Design) scharfe Kritik erfuhr.
Im Kontext der Guten Form entstanden zahlreiche sogenannte Design-Klassiker, die weiterhin produziert (zum Beispiel das Service „Arzberg 2000“ von Heinrich Löffelhardt oder Uhren von Max Bill), neu aufgelegt und unter Sammlern und Liebhabern gehandelt werden, wie zum Beispiel viele Entwürfe von Wilhelm Wagenfeld.
Der Deutsche Designer Club wurde 1989 mit dem Ziel gegründet, „gute Gestaltung“ zu fördern.

## DesignpreisGute Form
Der Bundespreis Gute Form war der jährlich vergebene offizielle Designpreis der Bundesrepublik Deutschland, vergeben durch das Bundeswirtschaftsministerium von 1969 bis 2001. Von 2002 bis zu seiner Einstellung im Jahr 2014 trug der Preis den Namen Designpreis der Bundesrepublik Deutschland.
Die Auswahl und Auszeichnung erfolgte durch den Rat für Formgebung. Für eine Nominierung, die nur durch die Wirtschaftsministerien der Länder und des Bundes erfolgen konnte, waren nur Produkte und Werke zugelassen, die bereits mit mindestens einem regional oder überregional renommierten Designpreis ausgezeichnet worden waren. In Folge gehäufter Kritiken im Jahr 2006 über die kostenpflichtigen Teilnahmebedingungen, die mehr dem Veranstalter zur Eigenfinanzierung und der produzierenden Wirtschaft zur Eigenwerbung als der Auszeichnung unabhängiger Gestalter und deren wegweisenden Gestaltungsleistungen dienten, vergab das Bundeswirtschaftsministerium die Ausrichtung dieses Bundespreises ab dem Jahr 2012 an das kleine Berliner Privatunternehmen DMY, das aus der Berliner Designstudenteninitiative Designmai Youngsters hervorgegangen war. Seit dessen Insolvenz im Jahr 2014 wurde der Bundespreis nicht wieder ausgeschrieben.

## Der WettbewerbDie gute Form im Handwerk – Handwerker gestalten
Auch im Handwerk gibt es einen Wettbewerb, der sich auf den von Max Bill geprägten Begriff der Guten Form bezieht. Die neu freigesprochenen Gesellen der gestaltenden Gewerke nehmen mit ihren Gesellenstücken daran teil. Entscheidendes Kriterium ist die Qualität der Gestaltung.
Getrennt nach Gewerken findet der alljährliche Wettbewerb zunächst auf Innungs- und Handwerkskammer-Ebene, dann auf Landes- und schließlich auf Bundesebene statt. Die am besten gestalteten Stücke erreichen jeweils die folgende Auswahlrunde. Höhepunkt in jedem Gewerk ist der Bundeswettbewerb, zu dem die Sieger aus den Bundesländern geladen werden.

## Die Gute Formim Tischler- und Schreinerhandwerk

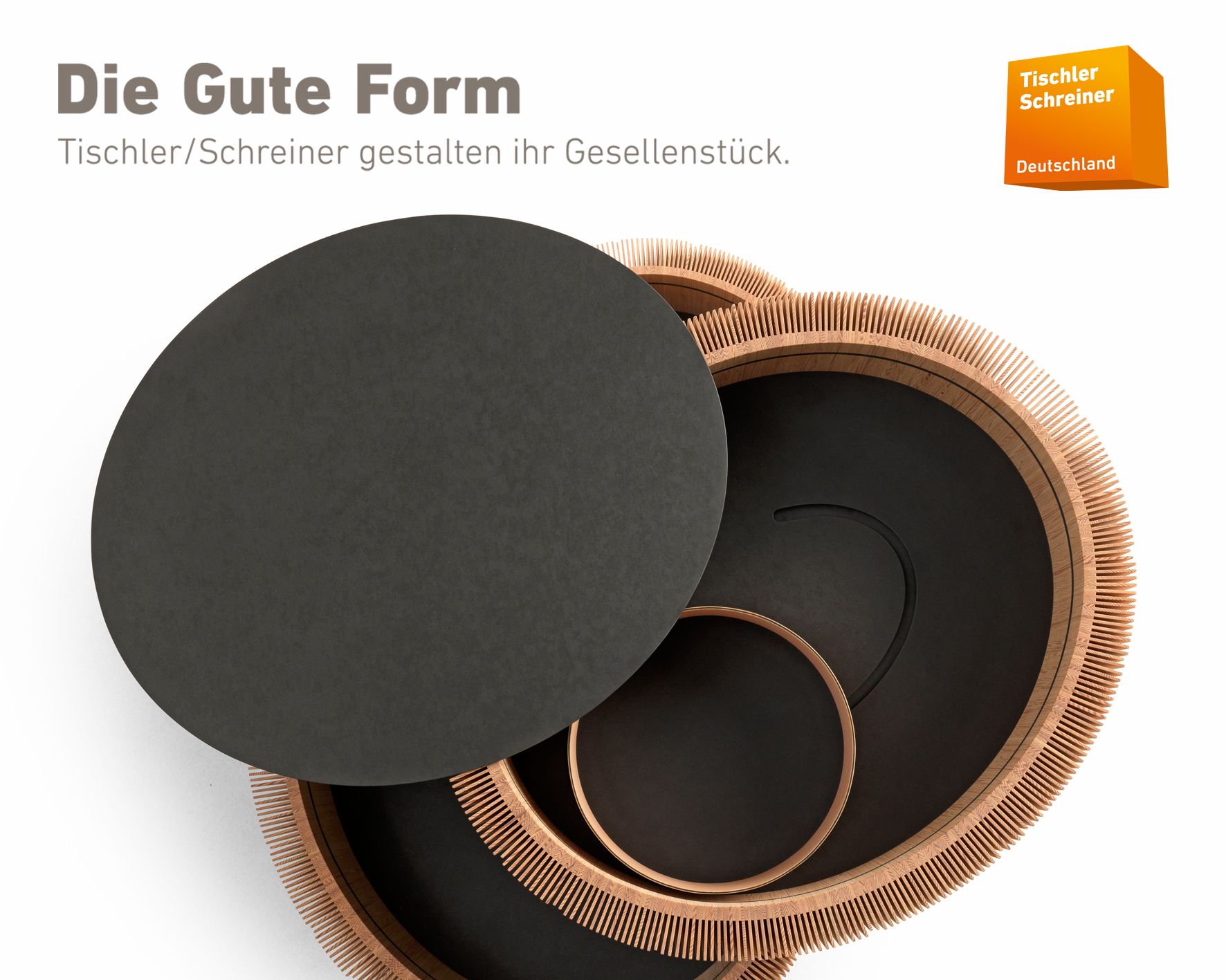
Bundesgestaltungswettbewerb „Die Gute Form 2020“ im Tischler- und Schreinerhandwerk

Der Gestaltungswettbewerb zeichnet exzellent gestaltete Gesellenstücke im Tischler- und Schreinerhandwerk aus. Die Innungsorganisation des Gewerks richtet ihn alljährlich zunächst auf Innungs-, dann auf Landes- und schließlich auf Bundesebene aus. Eine Experten-Jury wählt auf jeder Ebene die Stücke aus, die eine Runde weiter kommen. Höhepunkt ist das Bundesfinale, bei dem die Gesellenstücke der Landessieger publikumswirksam ausgestellt werden. Traditionell findet diese Ausstellung im jährlichen Wechsel auf der Weltleitmesse LIGNA in Hannover oder der Internationalen Handwerksmesse in München statt. Neben den drei Bundessiegern werden die Sonderpreisträger „Beschlag“, „Massivholz“ und „Oberfläche“ gekürt. Außerdem können Belobigungen ausgesprochen werden und der Publikumsliebling wird ermittelt. Es winken Sach- und Geldpreise sowie die Aufnahme in das Begabtenförderungsprogramm des Handwerks.
2020 gewann Jonas Heise aus Nordrhein-Westfalen den Bundesgestaltungswettbewerb. Mit einer „hochästhetischen kinematischen Möbelskulptur, die in jeder Hinsicht herausragend ist“, überzeugte er die Jury von seiner Abschlussarbeit.